# Прилютово
Прилютово (укр. Прилютове) — село,
Просянский сельский совет,
Купянский район,
Харьковская область, Украина.
Код КОАТУУ — 6323786211. Население по переписи 2001 года составляет 38 (17/21 м/ж) человек.

## Географическое положение
Село Прилютово находится на расстоянии в 3 км от сёл Николаевка Первая, Волчий Яр и Шиповатое (Великобурлукский район).
Рядом проходит железная дорога, станция Прилютово.

## История
- 1879 — дата основания.